# Tisífone
Tisífone (grec: Τισιφονη, "venjadora de la mort") és una de les tres Erínnies de la mitologia grega. Segons Hesíode, ella i les seves germanes Megera i Al·lecto van néixer de la sang d'Urà quan Cronos va castrar-lo.
Era l'encarregada de castigar els crims d'assassinat (parricidi, fratricidi i homicidi) al Tàrtar.
Segons un mite, Tisífone s'enamorà de Citeró, a qui va causar la mort quan una de les serps del seu cap el va mossegar. Citeró es va convertir en la muntanya que porta el seu nom.
Al llibre VI de l'Eneida, es descriu a Tisífone com la guardiana irascible i cruel de les portes del Tàrtar. També apareix a la Divina Comèdia de Dant, guardant les portes de la ciutat infernal de Dite.
Una altra Tisífone s'esmenta en una tragèdia perduda d'Eurípides, que tractava de les aventures d'Alcmeó. Tisífone seria una filla d'aquest heroi, a la que el seu pare va confiar al rei de Corint, Creont, i va ser venuda com a esclava.